# Gran Premio Bruno Beghelli 2008
Il Gran Premio Bruno Beghelli 2008, tredicesima edizione della corsa, si svolse il 14 ottobre 2007, per un percorso totale di 185,8 km. Venne vinto dall'italiano Alessandro Petacchi che terminò la gara in 4h20'50".

## Ordine d'arrivo (Top 10)
| Pos. | Corridore             | Squadra       | Tempo    |
| ---- | --------------------- | ------------- | -------- |
| 1    | Alessandro Petacchi   | LPR Brakes    | 4h20'50" |
| 2    | Mychajlo Chalilov     | Cer. Flaminia | s.t.     |
| 3    | Giuseppe Palumbo      | Acqua & Sap.  | s.t.     |
| 4    | Davide Viganò         | Quick Step    | s.t.     |
| 5    | Enrico Gasparotto     | Barloworld    | s.t.     |
| 6    | Fabian Wegmann        | Gerolsteiner  | s.t.     |
| 7    | Mariusz Wiesiak       | Nippo         | s.t.     |
| 8    | Manuele Mori          | Fuji-Servetto | s.t.     |
| 9    | Roger Beuchat         | Diquigiovanni | s.t.     |
| 10   | Krzysztof Szczawinski | Miche         | s.t.     |